# Атамановский (Челябинская область)
Атама́новский — посёлок в Брединском районе Челябинской области России. Административный центр Атамановского сельского поселения.

## География
Посёлок находится на берегу реки Бирсуат, на расстоянии 30 км к юго-востоку от посёлка Бреды, административного центра района.

## Население
| 2002 | 2010 |
| ---- | ---- |
| 896  | ↘709 |

### Половой состав
По данным Всероссийской переписи, в 2010 году численность населения посёлка составляла 709 человек (348 мужчин и 361 женщина).

## Улицы
| - пер. Зелёный, - пер. Клубный, - пер. Колхозный, - ул. Молодёжная, | - пер. Новый, - ул. Объездная, - ул. Парковая, - ул. Речная, | - ул. Совхозная, - ул. Степная, - ул. Труда, - ул. Уральская, | - ул. Учительская, - ул. Центральная, - ул. Школьная, - ул. Юбилейная. |

## Инфраструктура
В селе действует основная школа.